# Jens Rosenkrantz
Jens Rosenkrantz (28. december 1640-13. januar 1695) var en dansk adelsmand, etatsråd og bogsamler.
Hans forældre var Jørgen Rosenkrantz til Kjeldgård og Christence Juel. Faderens stilling som hofmester på Sorø Akademi gjorde det naturligt, at Jens fik sin skolegang her. I 1658 holdt han en latinsk mindetale over sin onkel Christen Thomesen Sehested. De følgende år tilbragte han i udlandet med magister Christen Lodberg som hovmester. I 1670 blev han kammerherre hos dronning Charlotte Amalie, 1671 amtmand over Nyborg og Tranekær Amter, senere justits- og kancelliråd samt landsdommer på Fyn (ca. 1680). I 1692 opgav Jens Rosenkrantz sine fynske embeder efter udnævnelse til kammerråd; 1693 blev han etatsråd og deltog i dette og det følgende år i kommissionerne i rådstuen på slottet. Død i København 13. januar 1695.
Hans fader døde som fallent, hvorfor arven var meget ringe. Men Jens Rosenkrantz formåede dog alligevel at skabe sig en vis formue. I 1683 købte han Qvitzowsholm (nu Hofmansgave). Gennem sit ægteskab med grevinde Dorthe Friis (begravet 12. november 1681) fik hans godset Favrskov efter sin svigerfader greve Mogens Friis til Frijsenborg. Han var anden gang gift med Beate Sehested (død 28. september 1696), datter af Niels Sehested til Mullerup.
Det er dog hverken på grund af Jens Rosenkrantz fortjenester som embedsmand endsige som godsejer, at man husker ham i dag. Han havde arvede bedstefaderen Holger og faderen Jørgens litterære interesser. Han omtales i sin samtidig som en «svar belæst og en fornemme lærd Mand». Han samlede et meget rigt bibliotek, herunder en stor samling oldislandske dokumenter. Denne samling åbnede han beredvilligt for interesserede lærde. Da biblioteket efter hans død blev afhændet ved en auktion, var det det hidtil største som var bortsolgt i København. Hans samling af islandske dokumenter blev indlemmet i den Arnamagnæanske Samling, oprettet af Árni Magnússon.

## Eksterne kilder og henvisninger
- Jens Rosenkrantz på Runeberg.org (Dansk biografisk leksikon)